# 泰山石化
泰山石化集團有限公司（港交所：1192），成立於2002年，主要從事石油產品供應、運轉及倉儲服務。泰山石化集團運營的船隊爲亞洲最大的油輪船隊之一。另外，集團於中國泉州擁有一間造船廠及香港商品交易所的股權。。泰山石化在1998年6月17日首日上市（從金犀寶控股上市）。
2010年12月，泰山石化向海航集團旗下大新華物流出售泉州船舶95%股份，代價為21.75億港元。但大新華物流在支付9.16億元後，要求取消有關交易。
2012年7月，泰山石化創辦人蔡天真辭任主席。其後，泰山石化遭股東華平投資入稟申請清盤。其後，廣東振戎能源有限公司提出以1.5至2億港元認購泰山石化的新股，至其持股量不少於已擴大股本的51%。

## 旗下公司
- 泉州船舶工业有限公司

## 外部參考
1. ↑  泰山石化全力支持香港商品交易所的筹建计划[永久]
2. 1 2  遭美基金股東入稟清盤 泰山石化命懸一線 蘋果日報，2012年7月11日
3. ↑  泰山石化創辦人跳船 （页面存档备份，存于） 蘋果日報，2012年7月4日
4. ↑  泰山石化：广东振戎能源将为公司提供3.2亿港元融资用于油储业务 （页面存档备份，存于） 华尔街日报中文版，2012年7月18日

## 站外連結
- 泰山石化集團有限公司 （页面存档备份，存于）